# Ganac
Ganac – miejscowość i gmina we Francji, w regionie Oksytania, w departamencie Ariège.
Według danych na rok 2010 gminę zamieszkiwało 711 osób, a gęstość zaludnienia wynosiła 35 osób/km².